# Stenodynerus kusigematii
Stenodynerus kusigematii är en stekelart som beskrevs av Sk. Yamane och Gusenleitner 1982. Stenodynerus kusigematii ingår i släktet smalgetingar, och familjen Eumenidae.

## Underarter
Arten delas in i följande underarter:
- S. k. pachymenoides
- S. k. rufiventris
- S. k. tsunekii